# São José do Herval
São José do Herval är en kommun i Brasilien.   Den ligger i delstaten Rio Grande do Sul, i den södra delen av landet, 1 500 km söder om huvudstaden Brasília. Antalet invånare är 2 204.
I omgivningarna runt São José do Herval växer i huvudsak städsegrön lövskog. Runt São José do Herval är det glesbefolkat, med 20 invånare per kvadratkilometer.